# Casa Micca

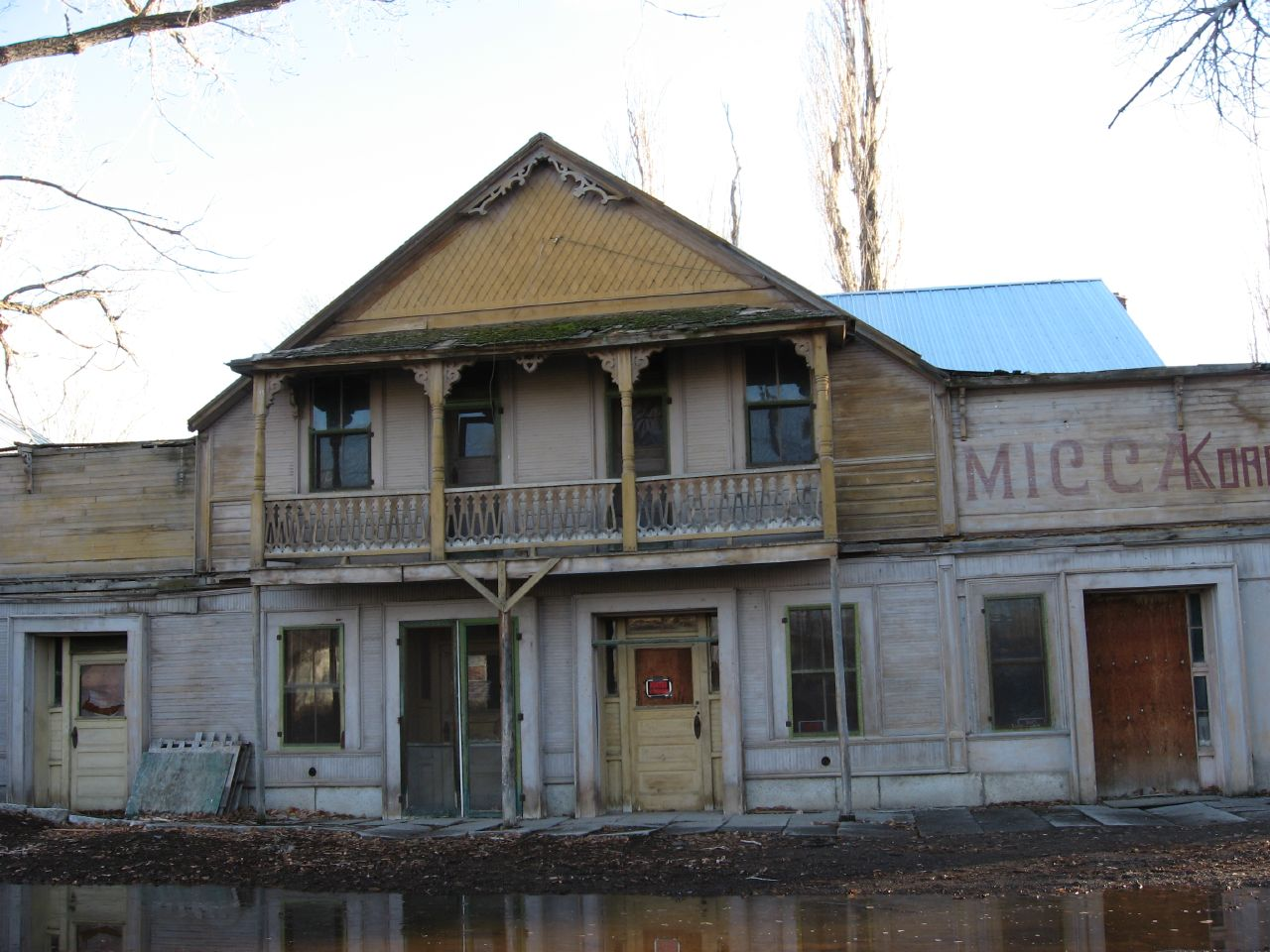
Casa Micca

La Casa Micca, en Bridge St. en Paradise Valley, Nevada, es una casa histórica construida en 1885. Presenta arquitectura de estilo Stick/Eastlake. El edificio funcionó como tienda departamental, oficina de correos y oficina gubernamental. Está inscrita en el Registro Nacional de Lugares Históricos. En su nominación al NRHP, redactada por su propietario, se argumentó que era "localmente significativo para su comunidad debido a la gran diversidad de funciones que albergaba, todas vitales en su época para la vida de Paradise Valley". Fue incluido en el NRHP en 1975.